# Битка при Търнава
Битката при Нагишомбат (днес Търнава, Словакия) (на унгарски: Nagyszombati csata) се състои през 1430 г. като резултат от разпространяването на хуситското въстание извън пределите на Бохемия.
Моравските хусити на Велко Куделник нахлуват в северна Унгария, по това време управлявана от врага на хуситите крал Сигизмунд и опожаряват около 100 села в комитат Пожони. Това изправя срещу тях краля заедно с близкия му нобил Стибор Стиборич, които са принудени да съберат бързо войска. След неуспешните кръстоносни кампании на Сигизмунд срещу Бохемия той е принуден да набира войски от Смедеревското деспотство и Трансилвания. Втора армия е набирана от бохемския романски лоялист Ян Матик Толовечки. Именно този втори отряд умишлено закъснява за битката и въпреки включването си в боя католическите сили така и не успяват да използват численото си превъзходство.

### Последствия
Двете армии се унищожават взаимно, но победата е за хуситите, които удържат бойното поле. Крал Сигизмунд е принуден да търси мирни преговори, което удовлетворява и победителите при Нагишомбат. Но и на двете срещи – в Прешбург и Хеб разбирателство не е посигнато и подготовките за нови кампании са подновени. Неуспехът на преговорите не е случаен - Сигизмунд може би само печели време, тъй като мирен договор с еретици би означавал признание за тях и пълен провал на кръстоносния поход на унгарския крал. Това не е изгодно за Сигизмунд, който след Констанц се домогава до короната на Карл Велики и загуба от протестантите би сринало авторитета му в Рим.